# One Piece at a Time
One Piece at a Time es el vigesimocuarto álbum del cantante country Johnny Cash lanzado en 1976 bajo el sello disquero Columbia. Del CD se desprenden canciones como "One Piece at a Time" que fue un gran éxito ya que llegó al #1 en los rankings y relata la vida de un trabajador de Detroit que trabaja en una línea de producción de autos de la cual se robaba partes para hacerse uno para el. La canción "Sold Out of Flag Poles" también salió como sencillo publicitario llegando al puesto # 29 y la canción "Committed to Parkview" una canción original de Cash que fue regrabada en 1985 junto a Waylon Jennings, Kris Kristofferson y Willie Nelson junto a Cash conocidos colectivamente como el grupo The Highwaymen en su primer álbum llamado Highwayman ( esta es una de pocas canciones cantadas desde el punto de vista de un paciente con problemas mentales).

La canción "Go On Blues" fue regrabada en bajo el productor Rick Rubin en Americans Sesions ( sesiones donde Cash grababa canciones un poco antes de morir) después de su fallecimiento en el 2003.

## Canciones
1. Let There Be Country – 2:58
(Cash y Shel Silverstein)
2. One Piece at a Time – 4:00
(Wayne Kemp)
3. In a Young Girl's Mind – 3:09
(Hoyt Axton y Mark Dawson)
4. Mountain Lady – 2:43
(Cash)
5. Michigan City Howdy Do – 2:26
(Cash)
6. Sold Out of Flag Poles – 2:45
(Cash)
7. Committed to Parkview – 3:14
(Cash)
8. Daughter of a Railroad Man – 3:12
(Cash)
9. Love Has Lost Again – 2:24
(Cash)
10. Go on Blues – 2:23
(Cash)

## Posición en listas
Álbum - Billboard (América del Norte)
| Año  | Tabla           | Posición |
| ---- | --------------- | -------- |
| 1976 | Álbumes Country | 2        |
| 1976 | Álbumes Pop     | 185      |

Canciones - Billboard (América del Norte)
| Año  | Canción                 | Tabla             | Posición |
| ---- | ----------------------- | ----------------- | -------- |
| 1976 | "One Piece at a Time"   | Canciones Country | 1        |
| 1976 | "One Piece at a Time"   | Canciones Pop     | 29       |
| 1976 | "Sold Out of Flagpoles" | Canciones Country | 29       |